# San Mauro Torinese
 (décembre 2020).
Si vous disposez d'ouvrages ou d'articles de référence ou si vous connaissez des sites web de qualité traitant du thème abordé ici, merci de compléter l'article en donnant les références utiles à sa vérifiabilité et en les liant à la section « Notes et références ».
San Mauro Torinese (en français Saint-Maure)  est une ville italienne de 18 922 habitants (2018)  de la ville métropolitaine de Turin, Piémont.

## Géographie
La municipalité de San Mauro est située à quelques kilomètres du centre de Turin (8 km à vol d'oiseau) au pied du versant nord des collines de Turin, dominée par la basilique de Superga. Une partie se trouve sur la rive gauche du Pô ; sa partie la plus ancienne est en rive droite, le long de l'ancienne voie romaine reliant Porta Praetoria (Turin) (situé sur la Piazza Castello d'aujourd'hui) et la ville romaine d'Industria (devenue Monteu da Po)  avec Valenza et Casale Monferrato .

## Histoire

### Origines
Le premier document écrit remonte au 4 mai 991, dans lequel il semble que le site de la ville de San Mauro soit mentionné sous le nom de «Rada Pulchra» ou «Pulcherada» (littéralement « belle plage » ou « belle baie », probablement un nom qui dérivait de la beauté du lieu qui était autrefois le lit du Pô) : il est dit qu'Anselmo, marquis de Montferrat, est déterminé à reconstruire les abbayes de moines bénédictins détruits lors de l'invasion des Sarrasins. Sancta Maria à Pulcherada, le centre monastique dévasté par les Sarrasins est abandonné par les moines. À cette occasion est mentionné pour la première fois le nom de San Mauro (512, +584), un des premiers disciples de saint Benoît. Son culte, répandu en France, est également ancré dans le Piémont. Sa dévotion populaire était un habituel recours pour de nombreuses guérisons miraculeuses, principalement des goutteux, boiteux. Il y était le saint patron des charbonniers, des chaudronniers et des fossoyeurs.
L'abbaye avait été construite autour des VIIIe et IXe siècles sur un site romain préexistant datant de l'époque de la fondation d'Augusta Taurinorum (Turin moderne). Noyau de la première colonie qui s'est formé autour d'elle. Il a été reconstruit après l'an 1000, lorsque le Piémont se remit des invasions des hordes hongroises et sarrasines. À la tête de la communauté, se trouvait un abbé, administrant vies civile, religieuse et locale. Ce fut aussi une période qui a vu un renouveau des monastères et abbayes, aidé par une reprise à la fois économique et démographique.
En l'an 1029, Alrico (it), évêque d'Asti, frère d'Oldéric-Manfred II d'Oriate, marquis de Turin, et Berta, sœur d'Alrico, ont fait don de biens à l'église de Suse et de San Mauro. En 1055, le monastère de Pulcherada s'unit à celui de Suse, mais plus tard, il en est à nouveau séparé.
D' après un acte impérial de Frédéric Barberousse daté du 26 janvier 1159, la même année, le monastère de Pulcherada est érigé en abbaye. L'empereur confirme les privilèges de l'évêque de Turin, les énonçant ainsi : « ... Abbatiam Sanctii Salvatoris et Sancti Mauri SITAM à Vico Pulcherada cum suis pertinensis ».

### Renaissance
Au XIIe siècle, l'abbaye connut une prospérité remarquable, mais en raison de son emplacement frontalier entre le marquis de Montferrat et le duché de Savoie, elle a été le théâtre d'affrontements armés. Cela a conduit à un déclin inexorable, aboutissant en 1474 à sa suppression et à la transformation en commende. En 1420 le nom officiel de la ville est devenue San Mauro, en l'honneur de l'abbé San Mauro, bénédictin qui avait dirigé aussi les moines au VIe siècle. En 1445, l'importance du Pô dans l'économie locale a conduit à une réglementation de la pêche, et une ordonnance de 1575 a obligé à retirer de la rivière les gros débris qui étaient un obstacle au cours de la navigation.
L'avènement des abbés commendataires a favorisé l'autonomie de la communauté locale, qui en est finalement arrivée en 1567 à bénéficier des avantages qui avaient toujours reniés par les abbés précédents. Jusqu'en 1603, l'abbaye appartint aux bénédictins, elle a ensuite été remise aux membres du clergé séculier.

### Dynastie des Savoie
Au déclin de l'abbaye a correspondu la revendication politique et territoriale de la dynastie des Savoie. Ainsi, le duc Emmanuel Philibert a amorcé une politique de revendications territoriales. Le 16 octobre 1671 ont été publiés les décrets royaux par lesquels le duc Charles-Emmanuel II accorde un fief à l'auditeur Giuseppe Maria Filippone, à savoir la possibilité de l'appel à toutes les affaires civiles et pénales dans le lieu de San Mauro . Cette concession a suscité l'indignation de l'abbé, qui a vu dans l'acte une intrusion à son autorité, et une diminution de son prestige. Après des escarmouches pendant quelques années, Filippone put prendre possession de son fief, en le transmettant à ses héritiers, jusqu'en 1720.

### Occupation napoléonienne
À l'arrivée des révolutionnaires français, les biens de l'abbaye ont été confisqués. En 1803, ils ont été vendus aux enchères pour la somme de 22 000 lires. En juin de cette même année, le pape Pie VII a décrété la suppression du couvent. L'église abbatiale, qui avait déjà subi plusieurs restaurations, a été réduite à l'état de simple église paroissiale et a été prise en charge par la communauté. Au cours de cette période, les habitants habitaient presque exclusivement sur la rive droite de la rivière et se rendaient par bateau sur la rive gauche.

### Histoire moderne
Au cours du XIXe siècle, la ville a commencé son développement. En 1814, elle est revenue à la maison de Savoie puis ne diffère plus de celle de Turin et du Piémont. En 1862, la ville prit le nom actuel de « San Mauro Torinese ». Le 26 septembre 1880 est inauguré le tramway de Turin-Chivasso/Brusasco, d'abord à la vapeur puis électrifié. La majeure partie des connexions, qui avaient encore lieu tout au long du XIXe siècle (dont la traversée du Pô), a joué un rôle important dans la vie locale. Sur son trajet se trouvaient différents canaux de dérivation utilisés pour irriguer les champs et pour entraîner les roues des moulins .
Le 17 février 1907 la construction d'un pont sur le Pô a été approuvée entre San Mauro et Bertolla. Les travaux ont commencé en avril 1911 et furent terminés le 15 août 1912. Ce pont a été inauguré le 8 septembre 1912 par le maire Giovanni Mochino au nom de Victor-Emmanuel III.
Dans les années suivant la Seconde Guerre mondiale, à la suite de l'industrialisation de la région de Turin, San Mauro a connu un développement urbain important et une augmentation massive de la population (les résidents ont augmenté de 200% au cours des soixante dernières années), ce qui a radicalement changé le tissu social du pays.
La présence du Pô, à partir duquel l'eau est prélevée pour le canal qui alimente la centrale électrique près de Chivasso, et l'existence d'un patrimoine historique et artistique tels que l'abbaye millénaire, le château de Sambuy, la tour de Moncanino et de la basilique de Superga toute proche ont contribué à maintenir la ville aussi intéressante et attrayante que par le passé. Elle est également un lieu de villégiature.

## Économie
La zone industrielle de la commune de San Mauro est appelée « Zona Pescarito ». En 1969, a été construit l'autoporto Pescarito, d'environ 1 million de mètres carrés.
On y trouve un bâtiment rond, conçu par l'un des architectes les plus célèbres du XXe siècle, Oscar Niemeyer, concepteur des principaux bâtiments du gouvernement dans la ville de Brasilia.
La vocation agricole de la ville a été réduite proportionnellement à l'augmentation de la demande industrielle, mais sur le territoire se cultivent encore des légumes, des fleurs et surtout les fraises, dont la production est célèbre. L'origine de la culture de fraises semble dater de 1706, quand, pour indemniser les agriculteurs locaux après les dévastations lors de la guerre contre les Français, il leur avait été donné en exclusivité des plants de fraisiers importés d'Amérique. Le point culminant de cette production a été atteint entre les années 1930 et 1950 et a valu à San Mauro le surnom de frolere ou ramasseurs de fraises. Entre mai et juin, on travaillait à recueillir dans le temps la "fragolina nera", un produit typique du pays.
À l'heure actuelle, bien que la production ait diminué, se tient entre mai et juin le « festival de la fraise » qui attire de nombreux touristes et implique la fête dans toute la ville.

## Lieux et monuments

### Abbaye de San Mauro

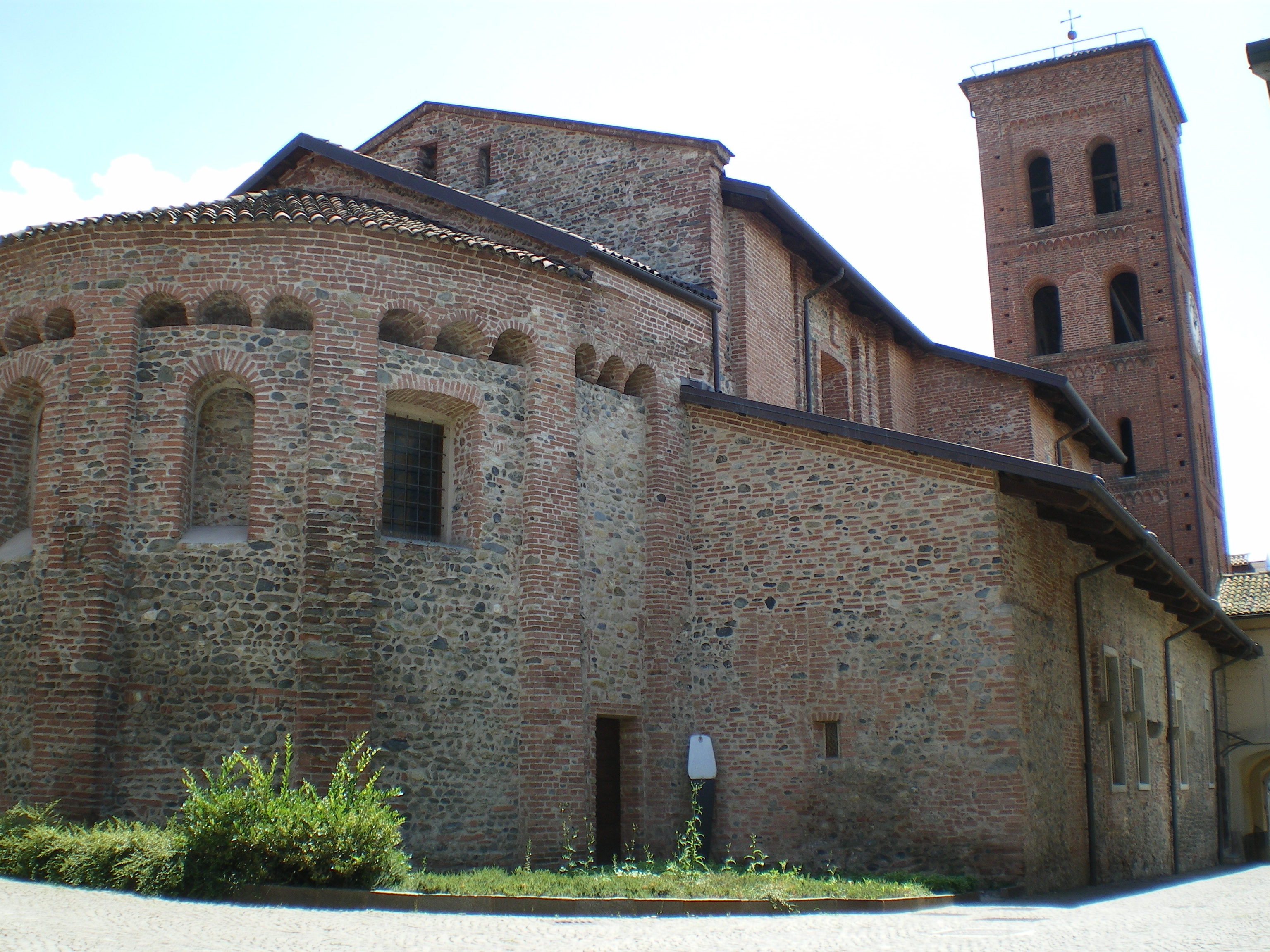
L'abside de l'église Santa Maria

Seuls quelques témoignages sont parvenus jusqu'à nous pour évoquer la splendeur et la puissance de l'ancienne abbaye bénédictine de San Mauro. L'abside centrale et le côté gauche de la nef de l'église paroissiale, l'ancienne église abbatiale, le clocher et le fond de la chapelle de la Vierge.

### L'église Santa Maria
L'église paroissiale Santa Maria est située au centre du vieux village. La nef et la façade sont de style baroque et ont été restaurées en 1665 grâce à l'abbé commendataire Petrinus Achemius. L'ancien bâtiment, déjà rénové entre le XIIe et le XIVe siècle, fut très modifié et il est maintenant très difficile d'en distinguer les formes originales. Il est probable que le bâtiment a été construit entre la fin du Xe et le début du XIe siècle. Les fenêtres caractéristiques avec une lumière profonde, à l'origine aveugle, sont divisées par des pilastres et surmontées chacune par trois niches aveugles.

### Les autres églises
Sur le côté gauche de la façade de l'église se dresse le campanile construit entre le XIIe et le XIIIe siècle. Il n'avait pas été seulement une fonction liturgique, mais aussi militaire et défensive comme une vigie.
Dans l'enceinte de l'ancien monastère se trouve la chapelle de la Madonnina dont la partie inférieure avec trois nefs est antérieure ou contemporaine de l'ancien sanctuaire cénobite. 
À droite, venant de Turin sur la route de Casale Monferrato et avant le pont sur le Pô, est placée la petite église San Rocco, un lieu de culte de la Confrérie du Saint-Esprit. L'église actuelle a été construite entre 1728 et 1731 par Carlo Antonio Castelli. Le clocher est de 1760, tandis que la façade date de 1781. La confrérie a été dissoute en 1957 provoquant inévitablement la dégradation de l'église, alors abandonnée. Elle a été restaurée en 1978 avec l'aide des paroissiens et réutilisée pour le culte et est encore en service en semaine.
À la suite de la croissance de la population deux nouvelles églises ont été construites entre 1959 et 1966 , l'une dédiée à Sainte-Anne, dans l'ancien village de Sant'Anna-Pescatori, et l'autre dédiée à Benoît de Nursie. En plus de ces églises il en existe une autre dédiée au Sacré-Cœur de Jésus, à Rivodora.

### Les villas et les parcs

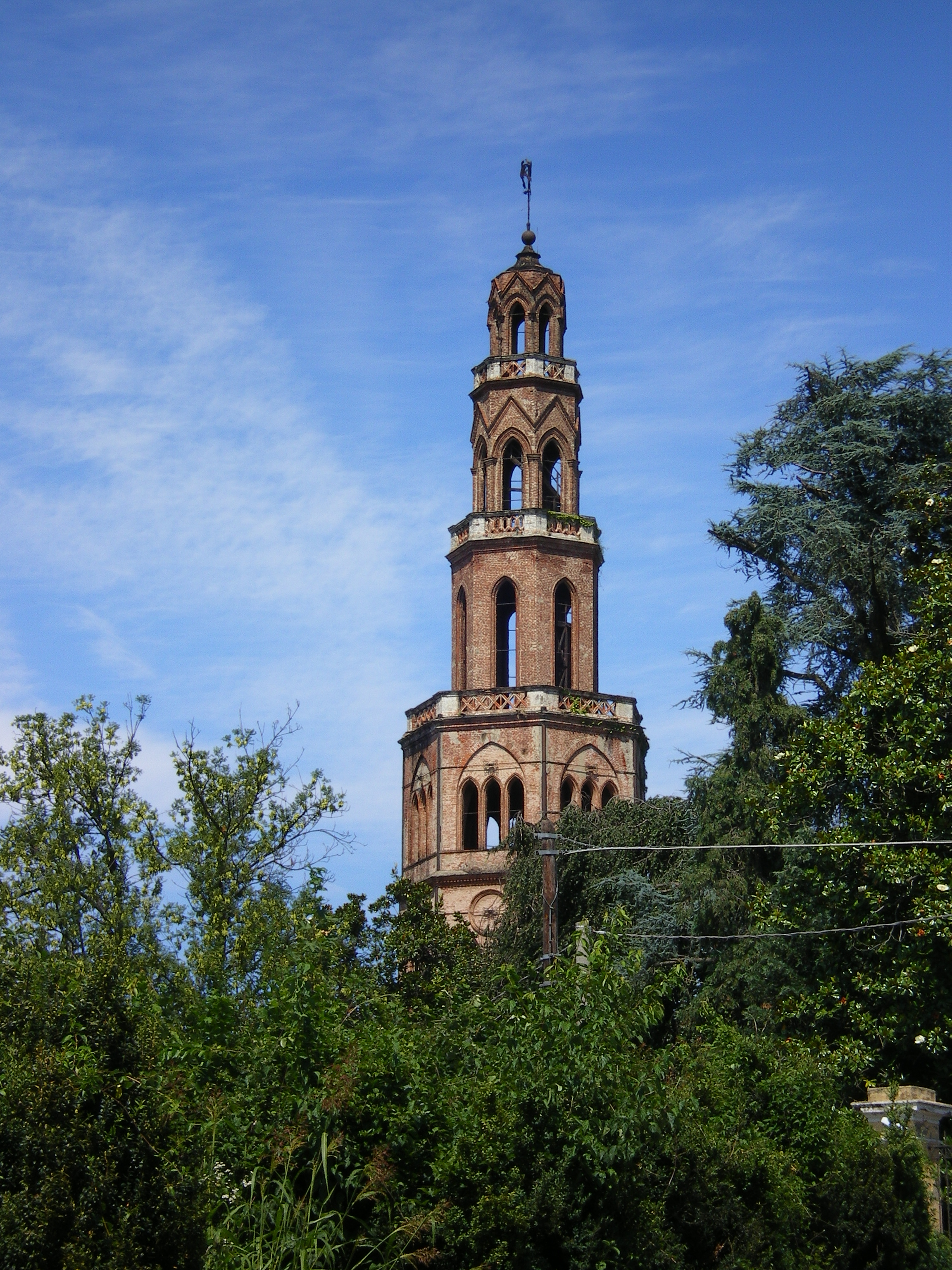
La tour de Moncanino

En raison de l'industrialisation intense qui a caractérisé les dernières décennies et avait envahi toute la colline à côté de la ville, un plan pour la préservation et le développement a été conçu pour la protéger. Le parc naturel de la colline de Superga (it) a ainsi été créé en novembre 1991 par la loi régionale 55/91 avec l'objectif de protection et de conservation de l'environnement naturel, la faune, l'histoire et le paysage.
Dans la partie vallonnée se trouve la « Villa Lavista », exemple d'architecture éclectique, dans lequel se mélangent et coexistent des éléments baroques et néo-classiques et des décorations d'art nouveau.
Le long de l'actuelle Via del Moncanino, ont été construits entre les XVIIIe et XXe siècles, de nombreuses villas, parmi lesquelles la « Villa del cavalier Ludovico Nicolis ». À la jonction entre les via Moncanino et Montenero se dresse la « Villa Soley », avec sa tour caractéristique surplombant San Mauro. La villa a été construite en 1830 et a un plan rectangulaire à trois étages, dont le dernier est surmonté d'un balcon orné de statues.
Le symbole de la colline de San Mauro est la « Tour de Moncanino », un bâtiment néo-gothique construit à la fin du XIXe siècle. La tour a une architecture quelque peu extravagante avec des fenêtres en plein cintre, ou avec une ou deux colonnes. Elle est entièrement construite en briques et atteint une hauteur de 52 mètres. Elle est surmontée d'un ange métallique qui indique la direction du vent.
Au nord-est de la ville, le long de la route principale dans la direction de Casale Monferrato, on rencontre sur la gauche un long mur qui entoure le château des comtes de Sambuy et son vaste terrain. Le château domine un tertre, il a un plan rectangulaire avec une façade en briques ornée d'un escalier à double volée. En continuant sur la route vers Castiglione Torinese se trouve le moulin de Sambuy, conçu par le célèbre architecte Amedeo Peyron.

### La via Francigena

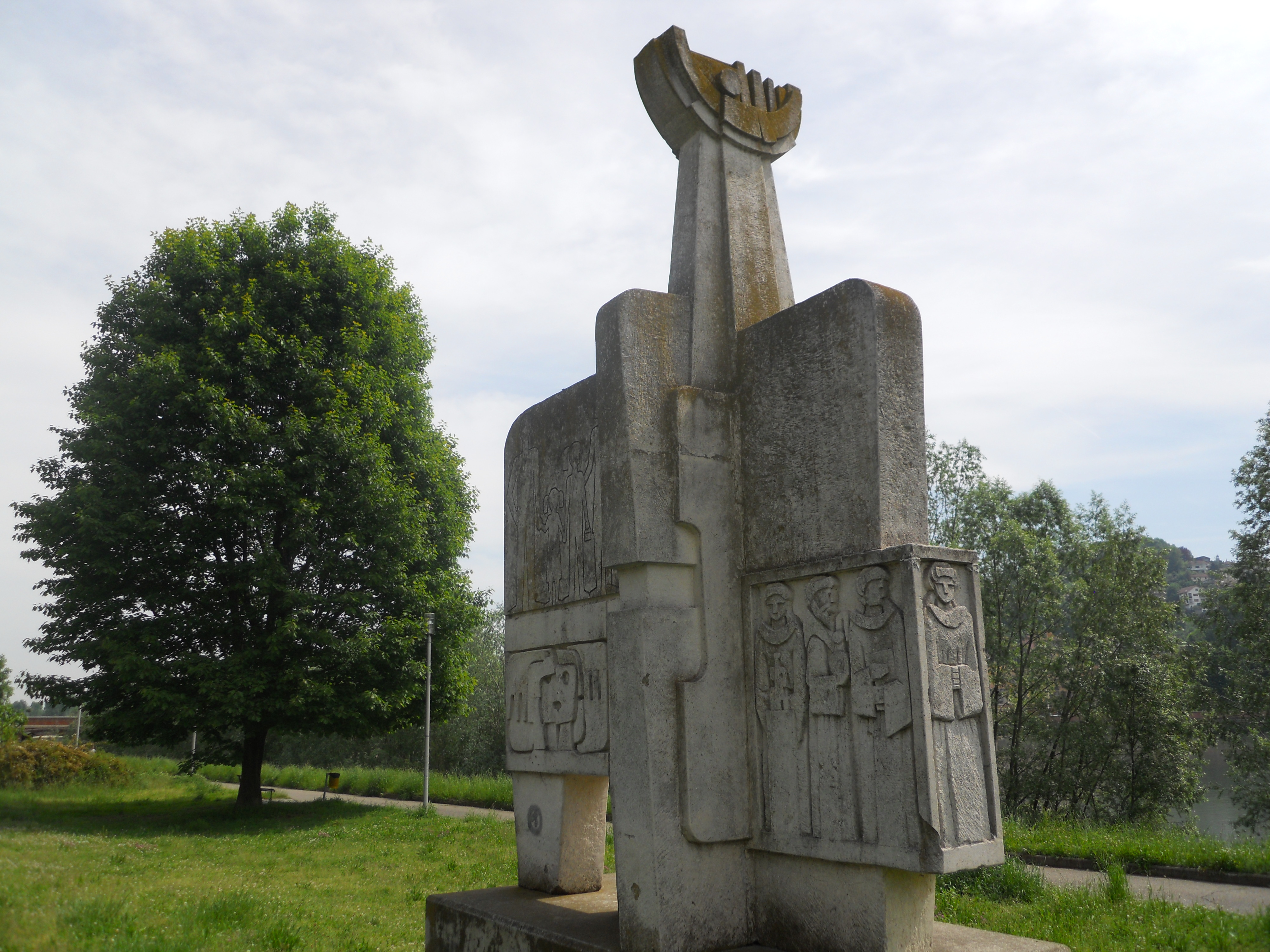
Le monument aux pèlerins

Par San Mauro passe la route historique de la Via Francigena, qui arrive du parco Colletta à Turin dans le quartier de Bertolla (it). Elle continue ensuite vers Gassino Torinese et Chivasso le long du canal de dérivation. Il y a beaucoup de signes d'information sur le parcours, un monument moderne dédié aux pèlerins et aux moines de l'abbaye de Pulcherada est situé sur le côté gauche du Pô.

## Administration
| Période                                  | Période  | Identité          | Étiquette     | Qualité |
| ---------------------------------------- | -------- | ----------------- | ------------- | ------- |
| 20 juin 2016                             | En cours | Marco Bongiovanni | Centro-Destra |         |
| Les données manquantes sont à compléter. |          |                   |               |         |

### Frazione
San Mauro Centro, Sant'Anna-Pescatori, Oltre Po, Sambuy, Pescarito

### Communes limitrophes
Settimo Torinese, Castiglione Torinese, Baldissero Torinese, Turin